# 藤原貞庭
藤原 貞庭（ふじわら の さだにわ）は、平安時代前期の貴族。名は真庭とも記される。藤原式家、中納言・藤原縄主の子。官位は従五位下。

## 経歴
仁明朝において、春宮坊少進を務めて春宮・恒貞親王に仕える。しかし、承和9年（842年）承和の変が発生して恒貞親王が春宮を廃されると、春宮坊の官人らは連座して罰せられ、貞庭は佐渡権掾へ左遷された。
その後罪を赦されたらしく、清和朝に入ると貞観元年（859年）従五位下・上総介に叙任される。翌貞観2年（860年）正月に大蔵少輔として京官に遷るが、11月には大宰少弐に転じると、貞観5年（863年）筑前守と、九州の地方官を務めた。

## 官歴
『六国史』による。
- 時期不詳：正六位上。春宮坊少進
- 承和9年（842年） 7月26日：佐渡権掾（承和の変連座）
- 貞観元年（859年） 11月19日：従五位下。12月20日：上総介
- 貞観2年（860年） 正月16日：大蔵少輔。11月27日：大宰少弐
- 貞観5年（863年） 2月10日：筑前守

## 系譜
『尊卑分脈』による。
- 父：藤原縄主
- 母：従五位下清正の娘
- 生母不詳の子女
  - 男子：藤原基興